# L'Enfant du passé (film, 1921)
Pour le film de Carl Christian Raabe sorti en 2017, voir L'Enfant du passé.
Pour plus de détails, voir Fiche technique et Distribution.
L'Enfant du passé (titre original : Sowing the Wind) est un film muet américain réalisé par John M. Stahl et sorti en 1921. 
Il s'agit de la seconde adaptation pour le cinéma de la pièce éponyme de Sydney Grundy, la première étant le film Sowing The Wind réalisé par Cecil Hepworth en 1916.

## Fiche technique
- Titre original : Sowing the Wind
- Réalisation : John M. Stahl
- Scénario : Franklyn Hall, d'après la pièce Sowing the Wind de Sydney Grundy
- Production : Anita Stewart Productions, Louis B. Mayer Productions
- Photographie : René Guissart
- Distributeur : Associated First National Pictures
- Durée : 90 minutes
- Dates de sortie : 
  - États-Unis : 1er avril 1921
  - France : 4 août 1922

## Distribution

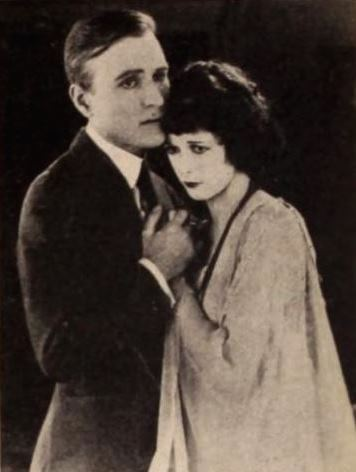
James W. Morrison et Anita Stewart dans une scène du film.

- Anita Stewart : Rosamund Athelstane
- James Morrison : Ned Brabazon
- Myrtle Stedman : Baby Brabant
- Ralph Lewis : Brabazon
- William V. Mong : Watkins
- Josef Swickard : Petworth
- Ben Deeley : Cursitor
- Harry Northrup : rôle indéterminé
- Margaret Landis : rôle indéterminé
- William Clifford : rôle indéterminé

## Conservation
Des copies de L'Enfant du passé se trouvent à l'UCLA Film and Television Archive et dans la George Eastman Museum Motion Picture Collection.